# Saša Kalajdžić
Saša Kalajdžić (Vienna, 7 luglio 1997) è un calciatore austriaco di origini serbe, attaccante del Wolverhampton.

## Biografia
Nato a Vienna, ha origini serbe. Ha un fratello minore, Daniel (classe novembre 2000), anch'egli un calciatore.

## Caratteristiche tecniche
Di ruolo centravanti, può giocare anche come trequartista o seconda punta. Grazie alla sua altezza risulta pericoloso nei duelli aerei ma, nonostante ciò, non disdegna di una buona velocità e tecnica individuale. Predisposto al gioco associativo, è anche un ottimo assist-man.

## Carriera

### Club
Dopo aver militato nelle giovanili del Donaufeld e del First Vienna, nel 2014 debutta con i primi in Regionalliga. Ha militato nel club per due anni prima di trasferirsi all'Admira Wacker M.. Dopo una stagione tra le riserve, il 30 luglio 2017 debutta nella massima serie austriaca contro l'Altach. Il primo gol lo realizza il 27 agosto seguente, nella sconfitta per 1-3 contro l'Austria Vienna. Nei suoi anni in Austria è vittima di molteplici infortuni che ne limitano il rendimento.
Il 5 luglio 2019 si trasferisce allo Stoccarda. Nel corso della preparazione estiva subisce la rottura del legamento crociato anteriore e del menisco, motivo per cui gioca solo 6 partite (segnando un gol) in campionato, conclusosi con la promozione in Bundesliga. L'anno successivo, si afferma come attaccante titolare del club, fornendo buone prestazione e andando in doppia cifra nei gol realizzati (16 in 33 presenze).
Il 31 agosto 2022 passa al Wolverhampton. Tuttavia il giorno del suo esordio si lesiona il crociato anteriore terminando anzitempo la sua stagione.
Il 7 gennaio 2023 viene ceduto in prestito fino al termine della stagione all'Eintracht Francoforte.

### Nazionale

#### Nazionali giovanili
Con la nazionale Under-21 di calcio dell'Austria ha debuttato nel novembre 2017, per poi prendere parte al campionato europeo di calcio Under-21 2019.

#### Nazionale maggiore
Il 29 settembre 2020 viene convocato per la prima volta in nazionale maggiore. Il 14 ottobre seguente esordisce con l'Austria in occasione del successo per 0-1 in Nations League contro la Romania. Il 25 marzo 2021, alla terza presenza con la selezione austriaca, realizza le sue prime reti in nazionale segnando una doppietta nel 2-2 contro la Scozia, in una sfida valida per le qualificazioni ai Mondiali 2022. Convocato per Euro 2020, il 26 giugno 2021 realizza una rete nell'incontro degli ottavi di finale perso per 1-2 contro l'Italia.

## Statistiche

### Presenze e reti nei club
Statistiche aggiornate al 7 gennaio 2024.
| Stagione                | Squadra                 | Campionato              | Campionato | Campionato | Coppe nazionali | Coppe nazionali | Coppe nazionali | Coppe continentali | Coppe continentali | Coppe continentali | Altre coppe | Altre coppe | Altre coppe | Totale | Totale | Totale |
| Stagione                | Squadra                 | Comp                    | Pres       | Reti       | Comp            | Pres            | Reti            | Comp               | Pres               | Reti               | Comp        | Pres        | Reti        | Pres   | Reti   |        |
| ----------------------- | ----------------------- | ----------------------- | ---------- | ---------- | --------------- | --------------- | --------------- | ------------------ | ------------------ | ------------------ | ----------- | ----------- | ----------- | ------ | ------ | ------ |
| 2014-2015               | Donaufeld               | RL                      | 2          | 0          | CA              | -               | -               |                    | -                  | -                  |             | -           | -           | 2      | 0      |        |
| 2015-2016               | Donaufeld               | LL                      | 16         | 7          | CA              | -               | -               |                    | -                  | -                  |             | -           | -           | 16     | 7      |        |
| Totale Donaufeld        | Totale Donaufeld        | Totale Donaufeld        | 18         | 7          |                 | -               | -               |                    | -                  | -                  |             | -           | -           | 18     | 7      |        |
| 2016-2017               | Admira Wacker M. II     | RL                      | 30         | 13         |                 | -               | -               |                    | -                  | -                  |             | -           | -           | 30     | 13     |        |
| 2017-2018               | Admira Wacker M.        | BL                      | 18         | 3          | CA              | 2               | 1               |                    | -                  | -                  |             | -           | -           | 20     | 4      |        |
| 2018-2019               | Admira Wacker M.        | BL                      | 15         | 8          | CA              | 0               | 0               |                    | -                  | -                  |             | -           | -           | 15     | 8      |        |
| Totale Admira Wacker M. | Totale Admira Wacker M. | Totale Admira Wacker M. | 33         | 11         |                 | 2               | 1               |                    |                    |                    |             |             |             | 35     | 12     |        |
| 2019-2020               | Stoccarda               | ZL                      | 6          | 1          | CG              | 0               | 0               | -                  | -                  | -                  | -           | -           | -           | 6      | 1      |        |
| 2020-2021               | Stoccarda               | BL                      | 33         | 16         | CG              | 3               | 1               | -                  | -                  | -                  | -           | -           | -           | 36     | 17     |        |
| 2021-2022               | Stoccarda               | BL                      | 15         | 6          | CG              | 0               | 0               | -                  | -                  | -                  | -           | -           | -           | 15     | 6      |        |
| 2022-ago.2022           | Stoccarda               | BL                      | 3          | 0          | CG              | 0               | 0               | -                  | -                  | -                  | -           | -           | -           | 3      | 0      |        |
| Totale Stoccarda        | Totale Stoccarda        | Totale Stoccarda        | 57         | 23         |                 | 3               | 1               |                    |                    |                    |             |             |             | 60     | 24     |        |
| set.2022-2023           | Wolverhampton           | PL                      | 1          | 0          | FACup+CdL       | 0               | 0               | -                  | -                  | -                  | -           | -           | -           | 1      | 0      |        |
| 2023-gen. 2024          | Wolverhampton           | PL                      | 11         | 2          | FACup+CdL       | 0+2             | 0+1             | -                  | -                  | -                  | -           | -           | -           | 13     | 3      |        |
| Totale Wolverhampton    | Totale Wolverhampton    | Totale Wolverhampton    | 12         | 2          |                 | 2               | 1               |                    | -                  | -                  |             | -           | -           | 14     | 3      |        |
| gen.-giu. 2024          | Eintracht Francoforte   | BL                      | 5          | 0          | CG              | 0               | 0               | UECL               | 1                  | 1                  | -           | -           | -           | 6      | 1      |        |
| Totale carriera         | Totale carriera         | Totale carriera         | 155        | 56         |                 | 7               | 3               |                    | 1                  | 1                  |             | -           | -           | 163    | 60     |        |

### Cronologia presenze e reti in nazionale
| Cronologia completa delle presenze e delle reti in nazionale ― Austria | Cronologia completa delle presenze e delle reti in nazionale ― Austria | Cronologia completa delle presenze e delle reti in nazionale ― Austria | Cronologia completa delle presenze e delle reti in nazionale ― Austria | Cronologia completa delle presenze e delle reti in nazionale ― Austria | Cronologia completa delle presenze e delle reti in nazionale ― Austria | Cronologia completa delle presenze e delle reti in nazionale ― Austria | Cronologia completa delle presenze e delle reti in nazionale ― Austria |
| Data                                                                   | Città                                                                  | In casa                                                                | Risultato                                                              | Ospiti                                                                 | Competizione                                                           | Reti                                                                   | Note                                                                   |
| ---------------------------------------------------------------------- | ---------------------------------------------------------------------- | ---------------------------------------------------------------------- | ---------------------------------------------------------------------- | ---------------------------------------------------------------------- | ---------------------------------------------------------------------- | ---------------------------------------------------------------------- | ---------------------------------------------------------------------- |
| 14-10-2020                                                             | Ploiești                                                               | Romania                                                                | 0 – 1                                                                  | Austria                                                                | UEFA Nations League 2020-2021 - 1º turno                               | -                                                                      | 90+1’                                                                  |
| 11-11-2020                                                             | Lussemburgo                                                            | Lussemburgo                                                            | 0 – 3                                                                  | Austria                                                                | Amichevole                                                             | -                                                                      | 46’                                                                    |
| 25-3-2021                                                              | Glasgow                                                                | Scozia                                                                 | 2 – 2                                                                  | Austria                                                                | Qual. Mondiali 2022                                                    | 2                                                                      | 62’                                                                    |
| 28-3-2021                                                              | Vienna                                                                 | Austria                                                                | 3 – 1                                                                  | Fær Øer                                                                | Qual. Mondiali 2022                                                    | 1                                                                      | 63’                                                                    |
| 31-3-2021                                                              | Vienna                                                                 | Austria                                                                | 0 – 4                                                                  | Danimarca                                                              | Qual. Mondiali 2022                                                    | -                                                                      | 82’                                                                    |
| 2-6-2021                                                               | Middlesbrough                                                          | Inghilterra                                                            | 1 – 0                                                                  | Austria                                                                | Amichevole                                                             | -                                                                      | 71’                                                                    |
| 6-6-2021                                                               | Vienna                                                                 | Austria                                                                | 0 – 0                                                                  | Slovacchia                                                             | Amichevole                                                             | -                                                                      | 63’                                                                    |
| 13-6-2021                                                              | Bucarest                                                               | Austria                                                                | 3 – 1                                                                  | Macedonia del Nord                                                     | Euro 2020 - 1º turno                                                   | -                                                                      | 59’                                                                    |
| 17-6-2021                                                              | Amsterdam                                                              | Paesi Bassi                                                            | 2 – 0                                                                  | Austria                                                                | Euro 2020 - 1º turno                                                   | -                                                                      | 61’                                                                    |
| 21-6-2021                                                              | Bucarest                                                               | Ucraina                                                                | 0 – 1                                                                  | Austria                                                                | Euro 2020 - 1º turno                                                   | -                                                                      | 90’                                                                    |
| 26-6-2021                                                              | Londra                                                                 | Italia                                                                 | 2 – 1 dts                                                              | Austria                                                                | Euro 2020 - Ottavi di finale                                           | 1                                                                      | 97’                                                                    |
| 24-3-2022                                                              | Cardiff                                                                | Galles                                                                 | 2 – 1                                                                  | Austria                                                                | Qual. Mondiali 2022                                                    | -                                                                      | 65’                                                                    |
| 29-3-2022                                                              | Vienna                                                                 | Austria                                                                | 2 – 2                                                                  | Scozia                                                                 | Amichevole                                                             | -                                                                      | 74’                                                                    |
| 6-6-2022                                                               | Vienna                                                                 | Austria                                                                | 1 – 2                                                                  | Danimarca                                                              | UEFA Nations League 2022-2023 - 1º turno                               | -                                                                      | 46’                                                                    |
| 13-6-2022                                                              | Copenaghen                                                             | Danimarca                                                              | 2 – 0                                                                  | Austria                                                                | UEFA Nations League 2022-2023 - 1º turno                               | -                                                                      | 65’                                                                    |
| 13-10-2023                                                             | Vienna                                                                 | Austria                                                                | 2 – 3                                                                  | Belgio                                                                 | Qual. Euro 2024                                                        | -                                                                      | 66’                                                                    |
| 16-10-2023                                                             | Baku                                                                   | Azerbaigian                                                            | 0 – 1                                                                  | Austria                                                                | Qual. Euro 2024                                                        | -                                                                      | 82’                                                                    |
| 16-11-2023                                                             | Tallinn                                                                | Estonia                                                                | 0 – 2                                                                  | Austria                                                                | Qual. Euro 2024                                                        | -                                                                      | 63’                                                                    |
| 21-11-2023                                                             | Vienna                                                                 | Austria                                                                | 2 – 0                                                                  | Germania                                                               | Amichevole                                                             | -                                                                      | 81’                                                                    |
| Totale                                                                 |                                                                        | Presenze                                                               | 19                                                                     |                                                                        | Reti                                                                   | 4                                                                      |                                                                        |